# 暗杀

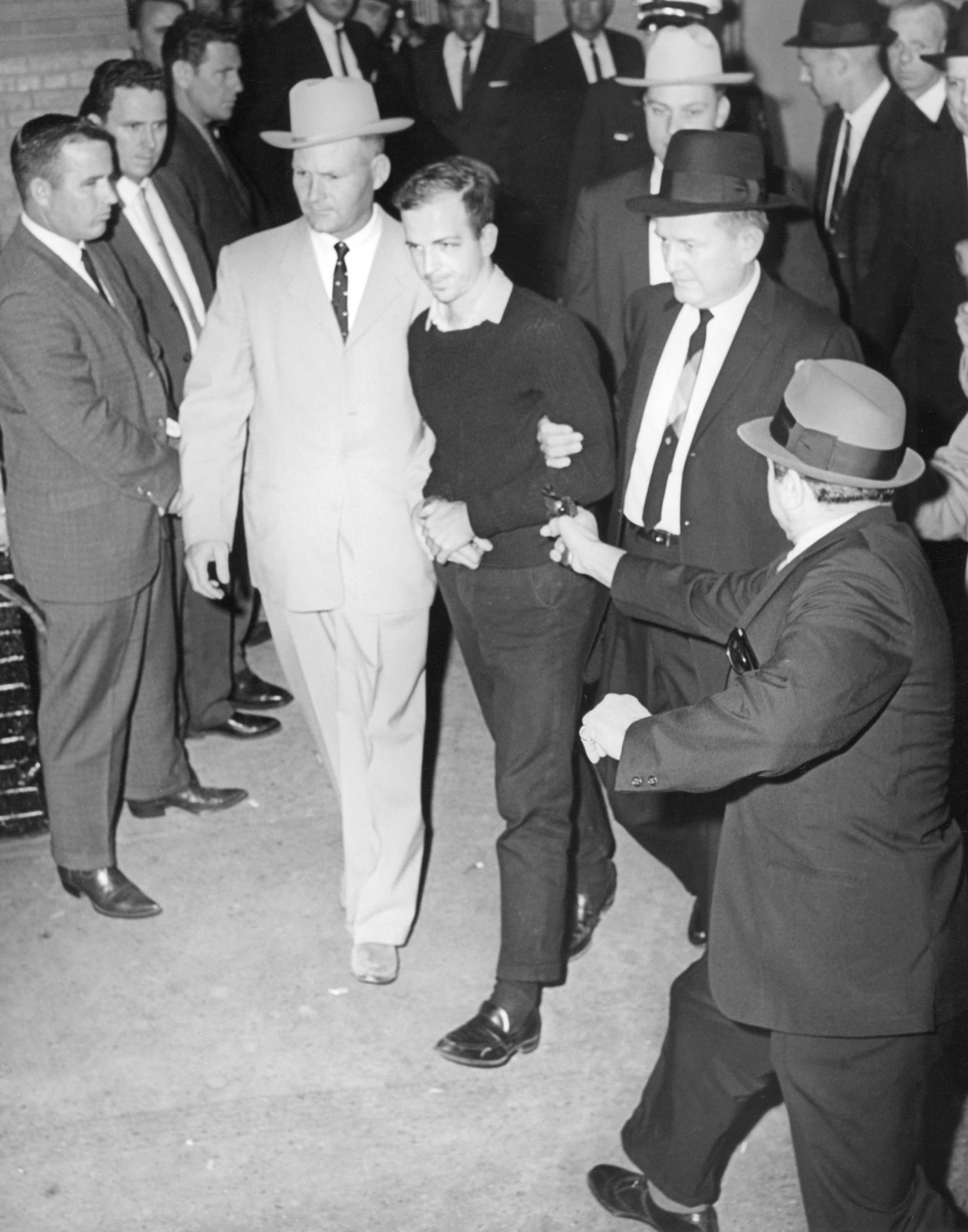
傑克·魯比掏出左輪手槍射殺正被警方押解的李·哈維·奧斯華前一刻。奧斯華被認為是甘迺迪遇刺案主嫌，並在案發後第二天遭魯比開槍擊斃。當時現場有許多記者正在拍攝押送過程，導致此事成為首宗被電視媒體大幅報導的暗殺案件。

暗杀，或称行刺、密裁，乃指因為一些原因而进行的谋杀，常常是政治因素；执行暗杀的人称为刺客、杀手或暗杀者。一些恐怖组织（最早为中世纪的阿萨辛派，其后则有近代的爱尔兰新芬党、意大利烧炭党、俄罗斯民意党和中国斧头帮等）常密谋暗刺各国元首、重要領袖。同樣地，许多国家的情报機構或秘密警察也有訓練成員執行秘密的刺客行動，例如美国的中央情报局（CIA）、蘇聯的國安會（KGB）、英國的軍情六處（MI6）、以色列的情報特勤局（Mossad，摩薩德）、中華人民共和國的國安部（MSS）與中華民國的國安局（NSB）等，用以刺殺敵國或恐怖组织的高階领导人及持不同政見者。
在政治與軍事策略上，暗殺的目的是藉由結束敵對勢力首腦的生命，以期能在短時間內達到恫嚇或瓦解敵方士氣、混亂或癱瘓敵方指揮系統。在執行方法上主要可被分為三種：
1. 直接暗殺：直接刺殺、射殺、毒殺、斬殺或以炸彈炸死目標，雖然最簡單而直截了當、相對成本低而成功率高，但事件公開後有很大機會會對幕後主謀帶來麻煩。
2. 意外式暗殺：透過蓄意製造車禍、空難、疾病、火災、失足、溺水、電擊、食物中毒，以製造目標遭遇意外逝世的假象，令執法部門難以追查。此等方法帶來的風險相對直接刺殺較低，但通常較為複雜，成本及失敗率亦相對較高。
3. 隱蔽式暗殺：將目標綁架至秘密地點殺害，屍體銷毀，後往往無法尋獲。查緝偵察人員大多僅能以失蹤結案。

另外有時為摧殺目標，常以誘餌誘引目標，誘餌往往藉由犧牲，使目標暴露蹤跡或共同毀滅，以達暗殺之目的。

## 延伸閱讀
- Clarke, James W. (2006).  Defining Danger: American Assassins and the New Domestic Terrorists, 2006.
- Clarke, James W. (2011).  "America's History of Crazy Political Assassins Didn't Begin with Loughner", History News Network, Jan. 28, 2011.
- Porter, Lindsay. . Thames and Hudson. 2010. Review （页面存档备份，存于） The Daily Telegraph, Apr 3, 2010.

[在维基数据编辑]
 《欽定古今圖書集成·博物彙編·藝術典·刺客部》，出自陈梦雷《古今圖書集成》

## 外部連結
- Assassinology.org （页面存档备份，存于） a website dedicated to the study of assassination
- Notorious Assassinations – slideshow by Life magazine
- CNN A short article on the U.S. policy banning political assassination since 1976 （页面存档备份，存于） from CNN.com/Law Center, November 4, 2002. See also Ford's 1976 executive order （页面存档备份，存于）. However, Executive Order 12333, which prohibited the CIA from assassinations, was relaxed by the George W. Bush administration.
- Kretzmer, David  (PDF). （原始内容 (PDF)存档于2008年3月7日）. (PDF)
- Is the CIA Assassination Order of a US Citizen Legal? （页面存档备份，存于） – video by Democracy Now!